# Elimaea kraussi
Elimaea kraussi är en insektsart som beskrevs av Heinrich Hugo Karny 1926. Elimaea kraussi ingår i släktet Elimaea och familjen vårtbitare. Inga underarter finns listade i Catalogue of Life.